# NGC 7718
NGC 7718 је спирална галаксија у сазвежђу Пегаз која се налази на NGC листи објеката дубоког неба.
Деклинација објекта је + 25° 43' 11" а ректасцензија 23h 38m 4,9s. Привидна величина (магнитуда) објекта NGC 7718 износи 14,2 а фотографска магнитуда 15,1. NGC 7718 је још познат и под ознакама UGC 12712, MCG 4-55-34, CGCG 476-82, PGC 71959.